# داشبلاغ (هشترود)
داشبلاغ یکی از روستاهای استان آذربایجان شرقی است که در دهستان علی‌آباد بخش مرکزی شهرستان هشترود واقع شده‌است.